# 埼玉県立東松山特別支援学校
埼玉県立東松山特別支援学校（さいたまけんりつ ひがしまつやまとくべつしえんがっこう）は、埼玉県東松山市にある公立特別支援学校。

## 学部
- 小学部
- 中学部
- 高等部

## 沿革
- 1979年9月：埼玉県立川越養護学校内に開設準備室を設置
- 1980年4月：開校
- 1981年4月：高等部を設置
- 1986年3月：体育館竣工
- 1987年3月：プール竣工
- 2009年4月：埼玉県立東松山特別支援学校と改称

## アクセス
- 東松山駅東口から東松山市内循環バス大岡コース「養護学校下」バス停下車